# Gracián Chaloupka
Gracián Chaloupka (18. prosince 1904, Krnčice – 22. září 1976, Brno) byl český historik a pedagog.

## Biografie
Gracián Chaloupka se narodil v roce 1904 v Krnčicích, v roce 1925 odmaturoval na gymnáziu v Moravských Budějovicích, tam jej ovlivnili pedagogové Josef Fišer a František Jech. Mezi lety 1925 a 1929 vystudoval obory dějepis a zeměpis na Filozofické fakultě Masarykovy univerzity. Po dokončení studia z důvodu hospodářské krize, kdy byl přebytek středoškolských profesorů, nastoupil tak na místo výpomocného učitele na devítiletky v okrese Třebíč. V roce 1935 již nastoupil na gymnázium, ale postupně vystřídal působiště v různých městech, pracoval na gymnáziích v Praze, Zábřehu na Moravě, Liberci nebo Ostravě. Po skončení druhé světové války odešel do Brna, kde získal doktorát filozofie a kde začal přednášet československé dějiny na Filozofické fakultě Masarykovy univerzity, posléze začal učit dějepis na gymnáziu a také na hudební konzervatoři. V roce 1956 pak nastoupil na pozici vědeckého pracovníka v Historickém ústavu Akademie věd. Zemřel v roce 1976 v Brně a pohřben byl na tamním Ústředním hřbitově.
Věnoval se primárně dějinám moravských měst či vesnic, sekundárně i hospodářským dějinám. Věnoval se také pozůstalosti a dílu Josefa Fišera, byl nazýván i strážcem jeho pozůstalosti.